# Obert Internacional d'Escacs de Barberà del Vallès
L'Obert Internacional d'Escacs de Barberà del Vallès és un torneig d'escacs que es juga a Barberà del Vallès. El torneig, organitzat pel Club Escacs Barberà del Vallès, es juga pel sistema suís a nou rondes i és vàlid per Elo FIDE, FEDA i FCE. L'Obert és computable pel Circuit Català d'Oberts Internacionals d'Escacs. L'edició del 2012 tenia una bossa de premis de 8.00 euros i el 2015 una bossa de premis de 6.000 euros.

## Quadre d'honor
Quadre de totes les edicions amb els tres primers de la classificació general:
| Any  | Edició        | Campió                           | Subcampió                  | Tercer                     |
| ---- | ------------- | -------------------------------- | -------------------------- | -------------------------- |
| 1995 | XVIII Obert   | Jordi Magem i Badals             | Juan Mario Gómez Esteban   | Miloš Pavlović             |
| 1996 | XIX Obert     | Vadim Zvjaginsev                 | Walter Arencibia Rodríguez | Amador Rodríguez Céspedes  |
| 1997 | XX Obert      | Matthias Roeder                  | Antoni Gual Pascual        | Lluís Comas Fabregó        |
| 1998 | XXI Obert     | Atanas Kolev                     | Matthias Roeder            | Josep Oms i Pallisé        |
| 1999 | XXII Obert    | Vladimir Gueorguiev              | Alexander Volzhin          | Víktor Moskalenko          |
| 2000 | XXIII Obert   | Vladimir Gueorguiev              | Nikola Mitkov              | Matthias Roeder            |
| 2001 | XXIV Obert    |                                  |                            |                            |
| 2002 | XXV Obert     | Jorge Armando González Rodríguez | Víktor Moskalenko          | Oleg Kornéiev              |
| 2003 | XXVI Obert    | Víktor Moskalenko                | George-Gabriel Grigore     | Juan Borges Mateos         |
| 2004 | XXVII Obert   | Evgeni Janev                     | Yuri González Vidal        | Frank de la Paz            |
| 2005 | XXVIII Obert  | Arkadi Rotstein                  | Marc Narciso Dublan        | Juan Borges Mateos         |
| 2006 | XXIX Obert    | Marc Narciso Dublan              | Henrik Teske               | Yuri González Vidal        |
| 2007 | XXX Obert     | Rufino Camarena Giménez          | Omar Almeida Quintana      | Friso Nijboer              |
| 2008 | XXXI Obert    | Lázaro Bruzón Batista            | Fidel Corrales Jiménez     | Yuri González Vidal        |
| 2009 | XXXII Obert   | Fernando Peralta                 | Csaba Balogh               | Héctor Mestre Bellido      |
| 2010 | XXXIII Obert  | Lázaro Bruzón Batista            | Serhí Fedortxuk            | Eduardo Iturrizaga         |
| 2011 | XXXIV Obert   | Levan Aroshidze                  | Kiril Gueorguiev           | Fernando Peralta           |
| 2012 | XXXV Obert    | Isan Reynaldo Ortiz Suárez       | Maksim Túrov               | José González García       |
| 2013 | XXXVI Obert   | Cristhian Cruz                   | Isan Reynaldo Ortiz Suárez | Marc Narciso Dublan        |
| 2014 | XXXVII Obert  | Fernando Peralta                 | Karèn H. Grigorian         | Marc Narciso Dublan        |
| 2015 | XXXVIII Obert | Karèn H. Grigorian               | Marc Narciso Dublan        | Filemon Cruz               |
| 2016 | XXXIX Obert   | Cristóbal Henríquez Villagra     | Murali Karthikeyan         | Daniel Gurevich            |
| 2017 | XL Obert      |                                  |                            |                            |
| 2018 | XLI Obert     | Qadir Huseynov                   | P.Iniyan                   | Isan Reynaldo Ortiz Suárez |
| 2019 | XLII Obert    | Fernando Peralta                 | Tigran Harutyunian         | Cristhian Camilo Rios      |